# Digital Display Working Group
El Grupo de Trabajo de Pantallas Digitales (Digital Display Working Group, por sus siglas en inglés DDWG) era un grupo cuyo propósito era definir y mantener el estándar de Interfaz Visual Digital. Fue organizado por Intel, Silicon Image, Compaq, Fujitsu, HP, IBM y NEC.
Desarrolló el estándar Digital Visual Interface (DVI) en 1999.
En 2011, el miembro fundador Hewlett-Packard escribió que el grupo no se había reunido en 5 años.
El sitio web del grupo está ahora bajo el control de un ciberocupador.